# Pistojoki
Der Pistojoki (russisch Писта, Пистайоки, Валда, Пистаёки Pista, Pistaioki, Valda, Pistajoki) ist ein 110 km langer Fluss in Finnland und in Russland.
Er hat seinen Ursprung im See Joukamojärvi im Gemeindegebiet von Kuusamo in der finnischen Landschaft Nordösterbotten.
Von dort fließt er in östlicher Richtung, überquert die russische Grenze und durchfließt anschließend die Republik Karelien. Dort wendet er sich wenig später nach Süden.
Er durchfließt den See Pistojärvi und erreicht schließlich das westliche Ende des Werchneje Kuito.
Das Einzugsgebiet des Pistojoki beträgt 3190 km².
Der Fluss bildet einen Quellfluss des Kem, der die Kuito-Seen zum Weißen Meer entwässert.
Größere finnische Seen, die zum Joukamojärvi abfließen, sind der Muojärvi und der Kuusamojärvi.